# KHV Babenberg Wien
Die Katholische Hochschulverbindung Babenberg Wien (K.H.V. Babenberg Wien) im ÖCV ist eine farbentragende, nichtschlagende Wiener Studentenverbindung, die dem größten Akademikerverband Österreichs, dem Österreichischen Cartellverband (ÖCV) angehört. Die K.H.V. Babenberg Wien stellte gemeinsam mit e.v. Mercuria Wien im Studienjahr 2021/22 den Vorsitz des ÖCV (Vorort). Im Studienjahr 2023/24 wurde die K.H.V. Babenberg Wien erneut zum Vorort des Österreichischen Cartellverbands gewählt. Auch im Studienjahr 2024/25 übernimmt die K.H.V. Babenberg Wien gemeinsam mit e.v. K.Ö.H.V. Mercuria Wien und e.v. K.Ö.H.V. Alpenland den Vorort des ÖCV und stellt mit dem Babenberger Philipp Stadler-Simbürger den Präsidenten des ÖCV-Studentenverbandes.

## Geschichte

### Die Anfänge: 1910 bis 1918
Die K.H.V. Babenberg Wien wurde am 11. April 1910 in Stockerau gegründet. Als Stifter unterzeichneten fünf Professoren des Stockerauer Gymnasiums: Theodor Deimel, Emmerich Czermak, Leopold Powalatz, Alois Hinner und Alfred Gehart. Sie war die zweite um 1910 begründete katholische Studentenverbindung in Niederösterreich. Denn bereits drei Jahre zuvor war im Raum Korneuburg mit der 'Vereinigung christlich deutscher Hochschüler für Korneuburg, Stockerau und Umgebung Danubia' am 21. Jänner 1907 ein Gegengewicht zu schlagenden Burschenschaften entstanden. Nur wenige Monate nach der Babenberg sollte am 11. Juli 1910 die 'Katholische Studentenverbindung Welfia in Klosterneuburg' ins Leben gerufen werden. In dieser Tradition ist die Gründung Babenbergs zu verorten.
Der Name 'Babenberg' war dabei mit großer Sorgfalt gewählt worden. Sie benannte sich hiermit bewusst nach dem Herrschergeschlecht der Babenberger, welches zwischen 976 und 1246 in Österreich regiert hatte. Der niederösterreichische Landespatron (Leopold III.) entstammte dieser Familie und wurde zugleich zum Schutzpatron der Verbindung bestimmt. An seinem Gedenktag, dem 15. November 1910, wurde Babenbergs erstes Stiftungsfest gefeiert. Es sollte von entscheidender Bedeutung für die weitere Geschichte Babenbergs sein. Im Raum Stockerau bestand zu diesem Zeitpunkt auch die alldeutsche Ferialverbindung 'Kreuzenstein', welche die Begründung einer weiteren katholischen Verbindung mit allen Mitteln unterbinden wollte. Sie mobilisierten im Vorfeld der Feierlichkeiten Unterstützung aus Wien. Zahlreiche Burschenschafter waren gekommen, um die katholischen Akademiker am Farbentragen zu hindern. Die Ereignisse reihten sich somit historisch ganz in die damaligen Konflikte zwischen deutschnationalen und katholischen Studentenverbindungen (Holzkomment). Der Sekretär des Niederösterreichischen Bauernbundes, Richard Wollek (1874–1940), hatte mit deutschnationalem Widerstand gerechnet und am Vorabend Bauernburschen aus der Umgebung von Stockerau aufgefordert, die katholischen Hochschüler zu schützen. Die Babenberger führten das Festprogramm zunächst ungeschmälert durch. An einer Straßenenge kam es allerdings zu einer Schlägerei. Als der anwesende Beamte der Bezirkshauptmannschaft sah, dass Blut floss, winkte er mit seinem Degen die bereitgestellten Gendarmen herbei, die mit gefälltem Bajonett die Lager trennten. Es gab 27 Verletzte, darunter drei schwer Verletzte. Die Vorfälle waren ein sensationelles Thema für die Wiener Zeitungen, die je nach politischer Gesinnung darüber berichteten.
Mit den beiden anderen niederösterreichischen Provinzverbindungen 'Danubia-Korneuburg' und 'Welfia-Klosterneuburg' wurde bereits Ende 1910 ein Vertrag zur engeren Zusammenarbeit (Kartell der Provinzverbindungen) geschlossen. Später wollten die drei Verbindungen einen eigenen NÖ-Landeskartellverband begründen. Dieser sollte letztlich die Gründung weiterer katholisch-deutscher Verbindungen in Niederösterreich befördern. Im Jahr 1912 wurde zweimal ein Gründungsansuchen an die Statthalterei gestellt. In beiden Fällen wurde keine Genehmigung erteilt. Der Wunsch, in den Dachverband der katholischen Studentenverbindungen in Österreich und Deutschland (CV), aufgenommen zu werden, konnte erst nach dem Ersten Weltkrieg verwirklicht werden. Der Erste Weltkrieg stellte zugleich eine große Herausforderung für das Verbindungsleben dar. Alle studierenden Mitglieder der Verbindung mit Ausnahme der Theologiestudenten waren in den Kriegseinsatz eingerückt. Ein gewohntes Aktivenleben war damit kaum möglich.

### Die Phase der Konsolidierung: Die Zwischenkriegszeit (1918–1938)
Mit der Niederlage der Habsburgermonarchie im Ersten Weltkrieg, war das einstige Großreich in eine Reihe kleiner Staaten zerbrochen. Der Übergang von der Monarchie zur Republik, hatte vielfach die Frage aufgeworfen, ob die Republik Österreich überhaupt selbständig lebensfähig war. Diese Thematik hatte auch die österreichischen Studentenverbindungen erfasst. Die KHV Babenberg wollte schon vor dem Ersten Weltkrieg in den CV aufgenommen werden. Bereits 1913 war ein Beitrittsgesuch abgelehnt worden, da ihr Sitz damals in Stockerau und somit nicht in einer Universitätsstadt lag. Am ersten Konvent nach dem Krieg (6. Dezember 1918) wurde beschlossen, den Hauptsitz der Verbindung nach Wien zu verlegen. Im Jahr 1920 war der Umzug nach Wien schließlich vollzogen, sodass die KHV Babenberg auf der Cartellvollversammlung (CVV) in Linz als befreundete Verbindung und 1922 auf der CVV in Bonn als vollberechtigte Verbindung in den Verband aufgenommen werden konnte. Mit dem Eintritt in den CV erwuchsen der Verbindung auch neue Pflichten. So stellte die KHV Babenberg Wien im Studienjahr 1927/28 erstmals den Vorsitz des Wiener Cartellverbandes (WCV). Beim 20. Stiftungsfest im Jahr 1930 erhielt sie schließlich ihre Prunkfahne. Die Fahnenpatin war Johanna Czermak, die Gattin des Stifters Emmerich Czermak. In der Zwischenkriegszeit waren Babenberger insbesondere in der Burgenländischen und Vorarlberger Verwaltung und Landespolitik engagiert. So trugen vier Landeshauptleute des Burgenlandes das Band Babenbergs.

### Verbindungsleben im Untergrund: 1938–1945
Am 12. März 1938 beendete der Einmarsch der deutschen Truppen das offizielle Leben der Verbindung. Alle Studentenverbindungen wurden verboten und aufgelöst. In Deutschland hatte bereits im Jahr 1933 ein Prozess der zwangsweisen Gleichschaltung mit Einführung des Führerprinzips und der daraus resultierenden Annäherung an den Nationalsozialistischen deutschen Studentenbund begonnen. Dies hatte im noch unabhängigen Österreich am 10. Juli 1933 zur Abtrennung vom deutschen CV und zur Gründung des Österreichischen Cartellverbandes (ÖCV) geführt. Nach dem Zweiten Weltkrieg blieb der ÖCV weiterhin als eigener Verband bestehen. Es wurde aber zwischen CV und ÖCV ein Freundschaftsabkommen geschlossen. Die KHV Babenberg Wien hatte während der Verbotsjahre 1938 bis 1945 im Geheimen weitergelebt. Einige Mitglieder engagierten sich aktiv im Widerstand gegen den Nationalsozialismus. Wertvolle Vereinsutensilien wie die Prunkfahne waren in Privatwohnungen versteckt worden.
Mit Ferdinand Habel (1910–1940), Karl Krczmar (1901–1942) und Hans Sylvester (1897–1939) fielen drei Babenberger dem nationalsozialistischen Terror zum Opfer:
- Ferdinand Habel wurde verhaftet, als er am Tag nach dem Rosenkranzfest 1938, während des Sturms der Hitlerjugend auf das Erzbischöfliche Palais Kardinal Innitzer wortreich verteidigte. Er war zunächst im KZ Dachau und ein Jahr später im KZ Mauthausen interniert, wo er im Februar 1940 verstarb.[32][33][34]
- Karl Krczmar wurde bald nach Kriegsbeginn zur Wehrmacht eingezogen, kam nach Norwegen und bezog offen gegen die Verbrechen des Regimes Stellung. Wegen Wehrkraftzersetzung wurde er im Wiener Landesgericht zum Tode verurteilt und 1942 durch Erschießen hingerichtet.[35]
- Landeshauptmann Hans Sylvester war schon im März 1938 verhaftet worden. Er wurde ins KZ Dachau gebracht, wo er erkrankte und im Jänner 1939 starb.[36]

### Der Wiederaufbau: Nach 1945
Nach dem Ende des Zweiten Weltkriegs schien nicht nur die Geschichte Österreichs zunächst ungewiss. Der Neuaufbau des Verbindungslebens war keineswegs leicht, galt es doch abzuwarten, wie viele Mitglieder überlebt hatten und weiterhin zu den Grundsätzen des ÖCV standen. Am 27. Oktober 1945 kamen mehr als 20 Mitglieder Babenbergs zusammen und beschlossen, die KHV Babenberg wieder aufzurichten. Im Jänner 1946 wurden an alle erreichbaren Mitglieder Fragebögen zum Verhalten während der NS-Zeit versendet. Ein Ehrengericht beschäftigte sich monatelang mit der Auswertung derselben. Der Abschlussbericht des a.o. Ehrengerichtes führte an, dass 110 Fälle geprüft wurden. Drei Mitglieder wurden dimittiert, sechs auf eigenes Ersuchen aus der Mitgliederliste gestrichen.
Beim 38. Stiftungsfest im November 1948 wurde dem österreichischen Bundeskanzler (Leopold Figl) das Band Babenbergs verliehen. Im Dezember 1949 erschien die erste Nummer der Verbindungszeitschrift 'Rot-Grün-Gold'. Anlässlich des Stiftungsfestes am 15. November 1952 wurde in Erinnerung an die gemeinsamen Bemühungen, einen niederösterreichischen Kartellverband zu begründen, ein Bändertausch mit den Verbindungen K.a.V. Danubia Wien-Korneuburg und K.H.V. Welfia Klosterneuburg vorgenommen. Im Studienjahr 1953/54 tauschte Babenberg aufgrund der jahrelangen Tradition der gemeinsam veranstalteten Violetten Redoute das Band mit e.v. K.Ö.H.V. Amelungia Wien. Damals stellte die KHV Babenberg zugleich abermals den Vorsitz im Wiener Cartellverband. Große Hilfe beim Wiederaufbau nach dem Zweiten Weltkrieg hatte Babenberg von der AV Welfen Zürich im SchwStV erfahren, mit welcher sie seither ebenfalls befreundet ist. In jüngeren Jahren kam es dann ob der guten Verhältnisse und des häufigen Kontakts zu Bändertäuschen mit der K.Ö.St.V. Veritas-Baden im ÖCV und der CA Rezia Fribourg im SchwStV.
Von entscheidender Bedeutung für die jüngere Geschichte Babenbergs war die Begründung des 'Vereins der Freunde der K.H.V. Babenberg' (1983), der schlussendlich in die Gründung der C.St.V. Salia Babenberg münden sollte. Mit diesem Schritt nahm die KHV Babenberg eine Vorreiterrolle im Cartellverband ein. Als Mitbegründerin der 'Vereinigung christlicher farbentragender Studentinnen' (VCS) sollte die Salia schlussendlich auch von großer Bedeutung für die Geschichte des Europäischen Kartellverbandes (EKV) sein. Im Mai 1991 wurde nach fast 20-jähriger Diskussion „Stark durch Treue, stark im Glauben“ zum neuen Wahlspruch Babenbergs gewählt. Ein Jahr zuvor war mit Bruno Grösel erstmals ein Babenberger zum Vorsitzenden des Altherrenlandesbundes Wien (AHLB Wien) geworden. Er sollte 1994 sogar Vorsitzender der Verbandsführung des ÖCV werden. Im Studienjahr 2019/20 stand die KHV Babenberg wieder dem Wiener Cartellverband vor. Ein Jahr später (2021/22) stellte sie gemeinsam mit e.v. K.Ö.H.V. Mercuria Wien den Vorort des Österreichischen Cartellverbandes. Er sollte sich unter dem Motto „Stark durch Treue, stets voran“ die Schwerpunkte 'Hochschulen', 'Nachhaltigkeit' und 'Digitalisierung' setzen. Im Studienjahr 2023/24 wurde die K.H.V. Babenberg Wien erneut gemeinsam mit e.v. K.Ö.H.V. Mercuria Wien zum Vorort des Österreichischen Cartellverbands gewählt. Zudem war die K.H.V. Babenberg Wien in ihrer Geschichte mehrmals im Präsidium des Wiener Cartellverbandes vertreten. Letztmals (Stand: 2023) im Studienjahr 2023/24.
Im Studienjahr 2024/25 übernimmt die K.H.V. Babenberg Wien erneut den Vorsitz des Vorortspräsidiums und stellt mit Philipp Stadler-Simbürger zum dritten Mal in vier Jahren den Präsidenten des ÖCV-Studentenverbandes. Stadler-Simbürger war bereits im Studienjahr 2023/24 Vorortsvizepräsident und übernahm am 11. März 2024 das Amt des Vorortspräsidenten. Stadler-Simbürger ist außerdem in der Wiener Bezirkspolitik tätig.

## Verbindungsfarben
Die Burschenfarben der KHV Babenberg Wien sind rot-grün-gold. Jede Farbe hat eine besondere Bedeutung: Rot steht für die Heimatliebe und referiert zudem auf die Ereignisse des ersten Stiftungsfestes. Grün steht für Österreichs grüne Fluren und gold symbolisiert die Treue. Die Fuchsen Babenbergs tragen die Farben rot-grün-rot.

## Freundschaftsverbindungen
Die KHV Babenberg Wien hat ein Freundschaftsabkommen mit folgenden Studentenverbindungen:
1. K.H.V. Welfia Klosterneuburg im ÖCV
2. K.A.V. Danubia im ÖCV
3. K.Ö.H.V. Amelungia im ÖCV
4. AV Welfen Zürich im Schw.St.V.
5. K.Ö.St.V. Veritas Baden im ÖCV
6. C.A Rezia Fribourg im Schw.St.V.

## C.St.V. Salia Babenberg
Bereits im Jahre 1978 hatten aktive Studierende und Couleurdamen der K.H.V. Babenberg Wien ein Modell zur Integration von Studentinnen in den CV erarbeitet. Es war zugleich der Beginn regelmäßiger Treffen der Couleurdamen auf der Babenberg, die schließlich ab dem Wintersemester 1979/80 sogar in eigene Damenconvente münden sollten. Ein Jahr später wurde schließlich eine erste Fassung eines Vereinsstatuts erstellt, die allerdings vom Burschenconvent der Babenberg abgelehnt wurde. Die Geschichte der C.St.V. Salia Babenberg begann somit offiziell am 13. Jänner 1983 mit acht Mädchen aus dem Kreis der Couleurdamen der K.H.V. Babenberg Wien. Es war die erste konstituierende Sitzung des 'Vereins der Freunde der K.H.V. Babenberg'. Damals war es auch männlichen, christlichen, allerdings nicht katholischen Studenten möglich, diesem Verein beizutreten. Die Couleurdamen wählten sich damals in der K.H.V. Babenberg „Leibväter“, die sie in couleurstudentische Traditionen einführten. Ein Großteil der aktiven Studierenden Babenbergs hatte die Vereinsgründung mitinitiiert und unterstützte den neuen Verein tatkräftig. Er war im Geiste des CVs begründet worden, war allerdings von ihm unabhängig.
Am 5. Jänner 1985 schlug die K.H.V. Babenberg Wien eine Stiftungskneipe für den 'Verein der Freunde der K.H.V. Babenberg Wien'. Rund zwei Wochen später wurde zwischen der K.H.V. Babenberg Wien und diesem Verein ein Freundschaftsabkommen geschlossen. Am 23. März 1987 wurde auf der Cartellvollversammlung sogar der Antrag auf ein Freundschaftsabkommen zwischen dem Verein und dem ÖCV gestellt, welches aber aufgrund des christlichen Prinzips der Salia abgelehnt wurde. Schließlich erschien der Name 'Verein der Freunde der K.H.V. Babenberg Wien' veraltet. Folglich einigte man sich im Jahr 1991 nach langen Diskussionen auf den neuen Namen 'C.St.V.(christliche farbentragende Studentinnenverbindung) Salia Babenberg'. Der Name drückt zugleich die Verbundenheit zur K.H.V. Babenberg aus. Denn Agnes, die Gattin des Verbindungspatrons Leopold III., entstammte dem Geschlecht der Salier. Sie ist somit die älteste christliche studentische Damenverbindung Österreichs.
In der Folge betonte die Salia immer mehr ihr eigenes Profil. Dies führte 1992 auch zur Mitbegründung der VCS (Vereinigung christlicher farbentragender Studentinnen) gemeinsam mit der K.S.H.V. (Katholische Salzburger Hochschulverbindung) Juvavia Salzburg, der C.oe.a.St.V. (Christlich Österreichische Akademische Studentinnenverbindung) Elisabethina Wien und der mittlerweile sistierten Serafina Graz. Als älteste Verbindung der VCS stellte die Salia eine Vielzahl der Präsidentinnen des Verbandes. Aufgrund der Gründung der VCS wurden im Jahr 1994 die Vereinsstatuten der Salia dahingehend abgeändert, dass keine männlichen Studierenden mehr aufgenommen werden können. Folglich ist die Salia heute eine reine Studentinnenverbindung. Im Jahr 1996 gab sie sich schließlich ihren eigenen Wahlspruch: „Unitate fortis“ (Gemeinsam stark).

## Bekannte Mitglieder (Auswahl)
- Herbert Cretnik (1913–2001), Generaldirektor der Bundesländer-Versicherung[56]
- Emmerich Czermak (1885–1965), Unterrichtsminister in der Ersten Republik
- Walter Dorner (1942–2017), Präsident der Österreichischen Ärztekammer
- Leopold Figl (1902–1965), Landeshauptmann von Niederösterreich und österreichischer Bundeskanzler
- Stefan Gehrer (* 1967), Journalist und Fernsehmoderator
- Wilfried Haslauer senior (1926–1992), Landeshauptmann von Salzburg
- Wilfried Haslauer junior (* 1956), Jurist und Landeshauptmann von Salzburg
- Hans Heger (1915–1993), Industriekaufmann, Konsul und Vorsitzender des österreichischen Bundesrates[57]
- Otto Holzwarth (1910–1986), Kammeramtsdirektor der Kammer der gewerblichen Wirtschaft für das Burgenland[58]
- Theodor Innitzer (1875–1955), Erzbischof von Wien
- Markus Linhart (* 1959), Politiker und ehemaliger Bürgermeister von Bregenz
- Michael Linhart (* 1958), Diplomat und ehemaliger Außenminister Österreichs[59][60][61][62]
- Walther Peinsipp (1906–1990), Diplomat[63]
- Friedrich Gustav Piffl (1864–1932), Erzbischof von Wien
- Josef Rauhofer (1875–1939), Landeshauptmann des Burgenlandes (Ehrenmitglied)
- Josef Riedmann (* 1940),  österreichischer Historiker und Lehrstuhlinhaber für Geschichte des Mittelalters und Historische Hilfswissenschaften an der Universität Innsbruck
- Wolfgang Rümmele (1946–2019), Bürgermeister von Dornbirn
- Peter Schipka (* 1970), Generalsekretär der Österreichischen Bischofskonferenz (Ehrenmitglied)
- Nivard Schlögl (1864–1939), österreichischer Theologe
- Anton Schreiner (1873–1932), Landeshauptmann des Burgenlandes (Ehrenmitglied)[64]
- Kurt Schuschnigg (1897–1977), Bundeskanzler zur Zeit des Ständestaates (1934–1938) und Führer der Vaterländische Front[65]
- Ignaz Seipel (1876–1932), österreichischer Bundeskanzler
- Hans Sylvester (1897–1939), Landeshauptmann des Burgenlandes
- Johann Thullner (1880–1937), Landeshauptmann des Burgenlandes (Ehrenmitglied)[66]
- Richard Wollek (1874–1940), christlichsozialer Politiker in der Ersten Republik
- Werner Zögernitz (* 1943), Jurist und langjähriger Direktor des Parlamentsklubs der ÖVP und Präsident des Instituts für Parlamentarismus und Demokratiefragen